# Akabiou
Akabiou (qu'on transcrirait en kabyle aqabiw) est le nom d'un village de la commune-daïra de Timezrit dans la wilaya de Béjaïa, en Kabylie au nord de l'Algérie.
Il est un des dix villages des Ath Yemel, une tribu de Kabylie.

## Personnalités liées à Akabiou
- Azzedine Meddour, réalisateur, est inhumé dans le cimetière du village[1],[2].
- Mohamed Tahar Bouras[3].